# Detail (Zeitschrift)

Logo

Detail (Eigenschreibweise: DETAIL) ist eine internationale Zeitschrift für Architektur und Baudetail der DETAIL Business Information GmbH. In jeder der zweisprachigen Ausgaben (de, engl.) wird ein besonderes Konstruktionsthema (z. B. Bauen mit Holz, Dächer, Sanierung etc.) behandelt. Dabei steht die Qualität des konstruktiven Details im Vordergrund. Zeichnungen mit vergleichbaren Maßstäben und Fotografien veranschaulichen die aktuellen Beispiele aus dem In- und Ausland.
Der Schwerpunkt ist die Darstellung neuer Bauwerke in Fotos, Texten und Bauzeichnungen. Die Zielgruppe sind vor allem Architekten, Bauingenieure und andere Baufachleute.
Neben der gedruckten Zeitschrift existiert seit 2012 die digitale Datenbank Detail Inspiration. Hier sind alle seit der Erstausgabe 1961 veröffentlichten Gebäudedokumentationen in digitaler Form für Abonnenten abrufbar. Zusätzlich kommuniziert Detail auf der Website detail.de mit aktueller Berichterstattung zum Baugeschehen in aller Welt.
Der Buchverlag unter der Bezeichnung „Edition Detail“ bringt pro Jahr etwa 15 Fachbücher in deutscher und/oder englischer Sprache heraus. Dazu zählen unter anderem Atlanten zur Baukonstruktion, Monografien, Städte- sowie Praxisbücher, die über die Umsetzung konkreter Bauaufgaben informieren. Darüber hinaus umfasst das Programm von Edition Detail Einzeltitel zu aktuellen Themen aus dem Bereich der Architektur.
Detail ist nicht zu verwechseln mit der ehemaligen US-Szenezeitschrift Details.

## Geschichte
Detail erschien erstmals 1961 mit sechs Ausgaben im Jahr. Das erste zweisprachige Heft (deutsch/englisch) wurde 1987 veröffentlicht und somit der internationale Markt weiter erobert. Seit 1996 gibt es acht Ausgaben jährlich. Online ging Detail 1997 und bot damals wie heute vertiefende Inhalte zum Heft, Bestellmöglichkeiten, Branchenhintergründe sowie das Archiv (heute: Inspiration). Ab 1999 bot der Verlag zusätzlich eine Broschüre an, in der neben der bereits seit 1994 erhältlichen französischen auch italienische und spanische Übersetzungen enthalten sind. Durch Einführung der Reihe „Konzept“ 2002 wurde das Angebot auf zehn Hefte pro Jahr erweitert.
2002 bis 2012 gab es eine spanische Auflage der Detail. Seit 2003 erscheint die chinesisch-englische Lizenzausgabe Architecture+Detail bei Dalian University of Technology Press, ein Jahr später startete die Detail English Edition als rein englischsprachige Ausgabe mit sechs Heften im Jahr. Von 2004 bis 2008 gab es eine japanische Edition.
Von 2009 bis 2017 informierten die Sonderausgaben Detail Green zweimal jährlich über alle Aspekte des nachhaltigen Bauens. Von 2015 bis 2019 gab es eine Sonderausgabe Detail interior zu Themen der Innenraumgestaltung, von 2015 bis 2017 darüber hinaus die Sonderausgabe Detail structure zur Tragwerksplanung. Letztere wurde 2018 in die eigenständige Abonnementzeitschrift structure – published by Detail überführt. Diese erschien letztmals im Herbst 2019.

## Kurzcharakteristik
Der Inhalt umfasst Dokumentationen und Informationen zu Bauobjekten aller Kategorien. Der Schwerpunkt liegt im Aufzeigen von konstruktiven und architektonischen Zusammenhängen. Detail besteht aus fünf Rubriken: Diskussion, Berichte, Dokumentation, Technik und Produkte und stellt eine Informationsquelle für Planungs- und Architekturbüros dar. Zweimal jährlich bietet Detail Konzept eine vertiefende Darstellung des gesamten Bauprozesses. Sie beleuchten neben der Entwurfsidee den gesamten Planungs- und Bauprozess herausragender Bauten.

## Inhalt
Die Zeitschrift beinhaltet Reportagen und aktuelle Berichte, Fachdiskussionen und Spezialberichte, Objektdokumentationen über Bauten und Räume, mit Abbildungen, Zeichnungen und Erläuterungen, Technik, Produktinformationen zum Bau-, Ausbau- und Einrichtungswesen teilweise mit Abbildungen, sowie Meldungen zu Veranstaltungen, Baurecht und Bauphysik.
Jedes Heft konzentriert sich auf ein besonderes Konstruktionsthema, welches mit aktuellen Beispielen aus dem In- und Ausland dargestellt wird. Die ausgewählten Projekte veranschaulichen das Spektrum des Themas und bilden mit deren Dokumentation den Kern der jeweiligen Ausgabe. Die ergänzende Diskussion vertieft das Thema der Ausgabe mit Interviews, kritischen Statements und Essays. Die darauf folgende technische Darstellung vertieft das Thema mit Fachbeiträgen und schließt den Beitrag mit Produktinformationen ab.

## Erscheinung
Detail erscheint zehnmal pro Jahr und wird in mehr als 80 Ländern als bilinguale, deutsch-englische Ausgabe ausgeliefert. Architecture+Detail in der bilingualen, chinesisch-englischen Ausgabe erscheint sechsmal pro Jahr.

## Auflage
Die verkaufte Auflage der deutschsprachigen Ausgabe betrug im dritten Quartal 2024 11.486 Exemplare, die tatsächlich verbreitete Auflage 12.519 Exemplare.

## Detail Network
Die Zeitschrift Detail gehört zum Detail Netzwerk. Dies umfasst Zeitschrift, Website und Datenbank Detail Inspiration sowie den Bereich Eventmanagement. Es dient als Online-Community, Datenbank, Nachschlagewerk und Marktplatz für Fachinformationen im Bereich Architektur und Bauwesen.
Detail.de
Tagesaktuelle Meldungen zu Architektur, Veranstaltungstipps, Informationen zu Baurecht und Bauphysik sowie detaillierte Konstruktionsthemen finden Architekten oder Bauingenieure im Detail-Architekturportal.
Detail Inspiration
Die Datenbank Detail Inspiration beinhaltet alle seit 1961 erschienenen Gebäudedokumentationen sowie weitere Artikel der Detail, welche zum Download bereitstehen.
Detail Events
Detail veranstaltet Kongresse, Architekturpreise, Online-Diskussionsforen und ähnliche Formate für Architekten, Innenarchitekten, Fachplaner und Unternehmen der Bauzulieferindustrie. Der zweijährlich ausgelobte, internationale Detail Award prämiert Bauwerke, die sich in besonderem Maße durch gut gestaltete, zukunftsorientierte und technisch innovative Details innerhalb eines herausragenden Gesamtentwurfs auszeichnen. Mit dem Detail Product Award zeichnet Detail innovative Bauprodukte, -systeme und -materialien aus. Seit 2020 findet jährlich ein Kongress zum Thema Modulbau statt. 2023 veranstaltet Detail zwei Klima-Foren in München und Hamburg. Daneben finden Online-Diskussionsrunden mit Architekten und Industrievertretern zu den Themen der Detail-Ausgaben statt.
Daneben agiert Detail als Dienstleister im Event-Bereich für Messen, Unternehmen und Verbände. Beispiele hierfür sind Vortragsveranstaltungen im Rahmen der Messe Bau in München, der Kongress „Weitblick“ zur Messe Glasstec in Düsseldorf und der Velux Architekten-Wettbewerb.
Corporate Publishing
Im Auftrag von Bauprodukteherstellern, Messeveranstaltern, Architektur- und Planungsbüros erstellt Detail Bücher, Zeitschriften, Referenzbroschüren und Online-Publikationen. Hierzu zählen die Unternehmenszeitschriften Profile für Schüco, Lightlive für Zumtobel (2008–2014), und Daylight&Architecture für Velux (2009–2018).

## Edition Detail
Der Buchverlag Edition Detail richtet sich mit seinem internationalen Programm an ein Fachpublikum sowie an Leserinnen und Leser, die sich für Architektur interessieren. Das Buchprogramm besteht aus Einzeltiteln sowie teils langjährigen Reihen wie den Atlanten, die in deutscher und englischer Sprachversion erschienen sind. In ihnen ist grundlegendes Fachwissen zur Konstruktion von Gebäuden aufbereitet. Neben den Praxis-Bänden gibt der Verlag außerdem eine Städte-Reihe in deutscher und englischer Sprache heraus (bisherige Titel: „København, Urbane Architektur und Öffentliche Räume“, „Berlin. Urbane Architektur und Alltag“, „Barcelona. Urbane Architektur und Gemeinschaft“).

## Detail Stipendium
Von 2009 bis 2019 vergab Detail zusammen mit der Sto Stiftung und Schüco International KG vier Stipendien pro Jahr. Die Stipendiaten erhielten 500 € pro Monat, ein digitales und analoges Abonnement der Zeitschrift und Zugriff auf Detail Inspiration.

### 2009
- Jury: Peter Cheret, Till Stahlbusch, Ludwig Wappner, Hans-Jürgen Kuntze
- Stipendiaten: Kristina Markovic, Marion Arnemann, Till Thomschke, Niklas Fanelsa[12]

### 2012/13
- Jury: Dirk Mensen, Andreas Hild, Christian Schittich, Meike Weber, Ludwig Wappner (Vorsitz)
- Stipendiaten: Jakob Fink, Severine Frehner, Rafael Hintersteiner, Daniel Schürer[13]

### 2013/14
- Jury: Peter Cheret, Ritz Ritzer, Martin Wiedenmann, Christian Schittich, Tim Westphal
- Stipendiaten: Simon Moosbrugger, Patrick Schürmann, Jan Blifernez, Holger Harmeier[14]

### 2014/15
- Jury: Peter Cheret, Marion Arnemann, Marco Goetz, Christian Schittich, Meike Weber
- Stipendiaten: Jurij Leonard von Aster, Johannes Busch, Therese Leick, Jamie Queisser

### 2017/18
- Jury: Thomas Haltenhof, Winfried Heusler, Andreas Hild, Angelika Hinterbrandner, Sandra Hofmeister, Wolfram Putz, Meike Weber
- Stipendiaten: Lionel Esche, Maximila Anne Maria Ott, Benno Schmitz, Jakob Zöbl

### 2018/19
- Jury: Lionel Esche, Thomas Haltenhof, Florian Nagler, Per Pedersen, Meike Weber
- Stipendiaten: Paul Felix Eckert, Tobias Haag, Jonas Hamberger, Niklas Heiss[15]